# Ted Kitchel
Ted Kitchel (Condado de Howard, Indiana, 2 de noviembre de 1959) es un exjugador de baloncesto estadounidense. Con 2,03 metros de estatura, jugaba en la posición de alero.

## Trayectoria deportiva

### Universidad
Jugó durante cinco temporadas con los Hoosiers de la Universidad de Indiana, en las que promedió 12,1 puntos, 3,5 rebotes y 1,5 asistencias por partido, En su primera temporada, a pessar de perdérsela casi entera, consiguió ganar el NIT, derrotando en la final a Purdue. En 1981, en su segunda temporada completa, y jugando como suplente, consiguió el título de Campeón de la NCAA tras derrotar en la final a North Carolina poe 60-53, jugando junto a Isiah Thomas o Ray Tolbert entre otros, y entrenados por Bobby Knight. En la final únicamente disputó 4 minutos, a pesar de haber salido como titular, pero se cargó rápidamente con 3 faltas personales, ocupando su puesto Jim Thomas el resto del partido.
Su mayor anotación a lo largo de su carrera fue de 40 puntos ante Illinois, siendo elegido en las dos últimas temporadas en el mejor quinteto de la Big Ten Conference, acabando su carrera con 1.336 puntos.

### Selección nacional
Fue convocado por la selección de Estados Unidos para disputar el Mundial de baloncesto de 1982 en Colombia, donde consiguieron la medalla de plata, tras perder en la final ante la Unión Soviética por un punto. Kitchel jugó 6 partidos, en los que promedió 2,2 puntos y 0,3 rebotes.

### Profesional
Fue elegido en la cuadragésimo primera posición del Draft de la NBA de 1983 por Milwaukee Bucks, pero no llegó a firmar por el equipo. Viajó a Italia tras casarse ese verano de luna de miel, con la intención de jugar en algún equipo de aquel país, pero una lesión de espalda que arrastraba desde su última temporada de universitario, y por la que tuvo que pasar por el quirófano, hizo que finalmente se retirara de la práctica del baloncesto.